# USS Grunion (SS-216)
USS Grunion (SS-216) là một tàu ngầm lớp Gato từng phục vụ cùng Hải quân Hoa Kỳ trong Chiến tranh Thế giới thứ hai. Nó là chiếc tàu chiến duy nhất của Hải quân Hoa Kỳ được đặt cái tên này, theo tên một loài cá Grunion thuộc họ cá bạc má. Nó đã phục vụ trong Thế Chiến II, đánh chìm hai tàu Nhật Bản với tổng tải trọng 600 tấn, và bị mất tích sau báo cáo cuối cùng vào ngày 30 tháng 7, 1942, ngay trong chuyến tuần tra đầu tiên tại khu vực quần đảo Aleut. Sau khi tra cứu tư liệu của Nhật Bản và xác tàu đắm được phát hiện ngoài khơi Kiska vào năm 2007, nguyên nhân tàu đắm được xác định do trúng phải ngư lôi của chính nó. Grunion được tặng thưởng một Ngôi sao Chiến trận do thành tích phục vụ trong Thế Chiến II.

## Thiết kế và chế tạo
Lớp tàu ngầm Gato được thiết kế cho mục đích một tàu ngầm hạm đội nhằm có tốc độ trên mặt nước cao, tầm hoạt động xa và vũ khí mạnh để tháp tùng hạm đội chiến trận. Con tàu dài 311 ft 9 in (95,02 m) và có trọng lượng choán nước 1.525 tấn Anh (1.549 t) khi nổi và 2.424 tấn Anh (2.463 t) khi lặn. Chúng trang bị động cơ diesel dẫn động máy phát điện để cung cấp điện năng cho bốn động cơ điện, đạt được công suất 5.400 shp (4.000 kW) khi nổi và 2.740 shp (2.040 kW) khi lặn, cho phép đạt tốc độ tối đa 21 hải lý trên giờ (39 km/h) và 9 hải lý trên giờ (17 km/h) tương ứng. Tầm xa hoạt động là 11.000 hải lý (20.000 km) khi đi trên mặt nước ở tốc độ 10 hải lý trên giờ (19 km/h) và có thể hoạt động kéo dài đến 75 ngày và lặn được sâu tối đa 300 ft (90 m).
Lớp tàu ngầm Gato được trang bị mười ống phóng ngư lôi 21 in (530 mm), gồm sáu ống trước mũi và bốn ống phía phía đuôi tàu, chúng mang theo tối đa 24 quả ngư lôi. Vũ khí trên boong tàu gồm một hải pháo 3 inch/50 caliber, và thường được tăng cường một khẩu pháo phòng không Bofors 40 mm nòng đơn và một khẩu đội Oerlikon 20 mm nòng đôi, kèm theo súng máy .50 caliber và .30 caliber. Tiện nghi cho thủy thủ đoàn bao gồm điều hòa không khí, thực phẩm trữ lạnh, máy lọc nước, máy giặt và giường ngủ cho hầu hết mọi người, giúp họ chịu đựng cái nóng nhiệt đới tại Thái Bình Dương cùng những chuyến tuần tra kéo dài đến hai tháng rưỡi.
Grunion được đặt lườn tại xưởng tàu của hãng Electric Boat Company ở Groton, Connecticut vào ngày 1 tháng 3, 1941. Nó được hạ thủy vào ngày 22 tháng 12, 1941, được đỡ đầu bởi bà Margaret U. Hooper, phu nhân của Chuẩn đô đốc Stanford C. Hooper, và được cho nhập biên chế cùng Hải quân Hoa Kỳ vào ngày 11 tháng 4, 1942 dưới quyền chỉ huy của Hạm trưởng, Thiếu tá Hải quân Mannert Lincoln Abele.

## Lịch sử hoạt động
Sau khi hoàn tất việc chạy thử máy huấn luyện tại vùng biển ngoài khơi New London, Connecticut, Grunion chuẩn bị để được điều động sang khu vực Mặt trận Thái Bình Dương. Nó lên đường vào ngày 24 tháng 5 để hướng sang vùng kênh đào Panama, và trên đường đi tại vùng biển Caribe đã cứu vớt 16 người sống sót từ chiếc tàu vận tải Lục quân USAT Jack đã bị tàu ngầm U-boat Đức U-558 đánh chìm; và tiếp tục tìm kiếm thêm 13 người khác bị mất tích nhưng không có kết quả. Nó đưa những người sống sót đến Coco Solo vào ngày 3 tháng 6, rồi tiếp tục hành trình, đi đến Trân Châu Cảng vào ngày 20 tháng 6.
Sau mười ngày tiếp tục được huấn luyện, Grunion rời vùng biển Hawaii vào ngày 30 tháng 6, ghé đến trước khi hướng sang khu vực quần đảo Aleut cho chuyến tuần tra đầu tiên. Ngoài khơi đảo Kiska, nó bị một tàu khu trục Nhật Bản tấn công và đã phản công bằng ngư lôi vào đối thủ mà không rõ kết quả. Nó tiếp tục hoạt động tại khu vực Kiska trong suốt tháng 7, đánh chìm hai tàu săn ngầm CH-25 và CH-27 và có thể đã gây hư hại cho chiếc thứ ba CH-26. Vào ngày 30 tháng 7, nó báo cáo về căn cứ về việc đối phương tăng cường các hoạt động chống ngầm, và được lệnh quay trở lại khu vực Dutch Harbor.
Sau đó Grunion hoàn toàn mất liên lạc, và việc tìm kiếm trên không không đem lại kết quả; chiếc tàu ngầm được xem là mất tích trong chiến đấu vào ngày  5 tháng 10, và tên nó được cho rút khỏi danh sách Đăng bạ Hải quân vào ngày 2 tháng 11, 1942. Tài liệu thu được của Hải quân Nhật Bản không ghi nhận hoạt động chống ngầm nào tại vùng biển Kiska vào lúc đó, nên số phận của Grunion tiếp tục là một bí ẩn trong suốt 65 năm, cho đến khi một xác tàu đắm trong biển Bering được khám phá vào tháng 8, 2007 được cho là chính nó. Hải quân Hoa Kỳ xác nhận vào tháng 10, 2008 rằng xác tàu đắm được tìm thấy chính là Grunion.

## Khám phá xác tàu đắm củaGrunion
Căn cứ vào ghi chép của cựu thuyền trưởng tàu buôn Kano Maru do nhà sử học hải quân Nhật Bản Yutaka Iwasaki cung cấp, mô tả lại việc chạm trán với một tàu ngầm gần đảo Kiska, một cuộc thám hiểm được tổ chức vào năm 2006 nhằm tìm kiếm xác tàu đắm của Grunion. Sử dụng sonar quét sườn, tổ chức Williamson Associates tìm thấy một xác tàu đúng tại địa điểm mà thuyền trưởng tàu buôn Kano Maru đã mô tả, mang nhiều đặc tính của một tàu ngầm. Đến năm 2007, sử dụng thiết bị dưới nước hoạt động điều khiển từ xa, họ quay phim và chụp ảnh những mảnh vỡ của xác tàu ngầm, bao gồm nhiều bộ phận tương tự như Grunion. Một năm sau đó, Hải quân Hoa Kỳ xác nhận xác tàu tìm thấy chính là Grunion.
Cho dù không hoàn toàn chắc chắn, nhiều khả năng Grunion đã bị mất do nhiều ngư lôi bị hỏng trong cuộc đụng độ với Kano Maru. Quả ngư lôi đầu tiên đi bên dưới mục tiêu mà không kích nổ cho dù được trang bị ngòi nổ cảm ứng từ; hai quả ngư lôi tiếp theo đánh trúng chiếc tàu buôn mà không kích nổ. Quả ngư lôi còn lại trượt mục tiêu và quay vòng trở lại, đâm trúng bệ đỡ kính tiềm vọng chiếc tàu ngầm mà không kích nổ trong khi nó đang lặn. Hư hại do quả ngư lôi gây ra, kết hợp với bánh lái độ sâu phía đuôi bị kẹt, đã gây ra một loạt sự kiện khiến nó mất kiểm soát độ sâu, chìm đến quá độ sâu hoạt động, và đến khoảng đã bị co sập, tách rời một đoạn khoảng 50 foot (15 m) phần mũi tàu. Những mảnh vỡ tiếp tục trượt khoảng 2/3 dặm trên sườn một núi lửa ngầm dưới nước trước khi dừng lại.
Đến năm 2019, phần mũi của Grunion được tìm thấy ở cách khoảng 1/4 dặm đối với phần còn lại của nó, trên sườn một núi lửa ngầm dưới nước ở độ sâu trên 2.000 foot (610 m).

## Phần thưởng
Grunion được tặng thưởng một Ngôi sao Chiến trận do thành tích phục vụ trong Thế Chiến II. Nó được ghi công đã đánh chìm hai tàu Nhật Bản với tổng tải trọng 600 tấn.
|  | Bronze star |

| Huân chương Chiến dịch Hoa Kỳ | Huân chương Chiến dịch Châu Á-Thái Bình Dương với 1 Ngôi sao Chiến trận | Huân chương Chiến thắng Thế Chiến II |